# Stiška vas
Stiška vas este o localitate din comuna Cerklje na Gorenjskem, Slovenia, cu o populație de 66 de locuitori.